# 8231 Tetsujiyamada
8231 Tetsujiyamada eller 1997 TX17 är en asteroid i huvudbältet som upptäcktes den 6 oktober 1997 av de båda japanska astronomerna Kazuro Watanabe och Kin Endate vid Kitami-observatoriet. Den är uppkallad efter den japanske amatörastronomen Tetsuji Yamada.
Asteroiden har en diameter på ungefär 7 kilometer och den tillhör asteroidgruppen Koronis.